# Kargapol'e
Kargapol'e (in russo Каргаполье?) è un insediamento operaio della Russia situato nell'oblast' di Kurgan. È il centro amministrativo del rajon Kargapol'skij.
Si trova sul fiume Miass (bacino dell'Irtyš), 86 km a nord-ovest di Kurgan.